# 金安澜
金安澜，清朝人，是一名清朝政治人物。
金安澜曾于1859年接替袁芳瑛任松江府知府一职，1859年由高倬接任。